# جسر الفرات (تركيا)
جسر الفرات (تركيا) هو جسر للطريق السريع عبر نهر الفرات بين بيلكيز، نسيب ، مقاطعة غازي عنتاب وبيرسيك ، مقاطعة شانلي أورفا في تركيا. تم الانتهاء من بناءه في عام 2007 ، وهو أطول جسر فوق نهر في تركيا. يُعد هذا الجسر مهما للحافلات والسيارات الأخرى التي تنطلق من المدن الثلاث الكبرى (اسطنبول وأنقرة وإزمير) إلى ديار بكر. يمكن للسيارات المتجهة إلى ديار بكر استخدام جسر كومورهان الذي يحمل طريق D.300 وهو طريق سيار بين ملاطية وElazığ.

## المشروع
الجسر هو جزء من الطريق السريع O-52 أضنة-غازي عنتاب-أورفة، الذي يمتد حتى بوابة حبور الحدودية على الحدود الحدود العراقية. الجسر يحمل 6 حارات من الطريق السريع. تم استخدام 14000 متر مكعب من الحديد و94583 متر مكعب من الخرسانة أثناء البناء. يتم استخدامه بشكل متكرر بواسطة السيارات والشاحنات والحافلات في اتجاه غازي عنتاب (من أورفا) و/ أو أورفا (من غازي عنتاب). تكلف الجسر 70 مليون ليرة تركية جديدة (2007).